# Roman Sklyar
Roman Vasilievich Sklyar (né le 8 mai 1971 à Pavlodar en RSS du Kazakhstan) est un homme d'État kazakh, Premier ministre par intérim du 5 au 6 février 2024.